# Magnolia Pictures
Magnolia Pictures — американская кинокомпания, занимающаяся прокатом фильмов. Является дочерним подразделением основанной Марком Кубаном и Тоддом Вагнером 2929 Entertainment. Была основана в 2001 году Биллом Бановски и Имоном Боулзом и специализируется на прокате как иностранных, так и независимых фильмов. Выпускает некоторые фильмы (в особенности иностранные и жанровые ленты) под маркой Magnet Releasing. В апреле 2011 года Кубан выставил компанию на продажу, сказав, что хочет проверить спрос на рынке.
Среди фильмов, выпущенных компанией — «Магазинные воришки», лауреат «Золотой пальмовой ветви» Каннского кинофестиваля, лауреат Каннского кинофестиваля «Догмэн».